# Pelexia mattogrossensis
Pelexia mattogrossensis là một loài thực vật có hoa trong họ Lan. Loài này được (Hoehne) Hoehne mô tả khoa học đầu tiên năm 1945.